# Pogonomyrmex apache
Pogonomyrmex apache este o specie de furnică din familia Formicidae.

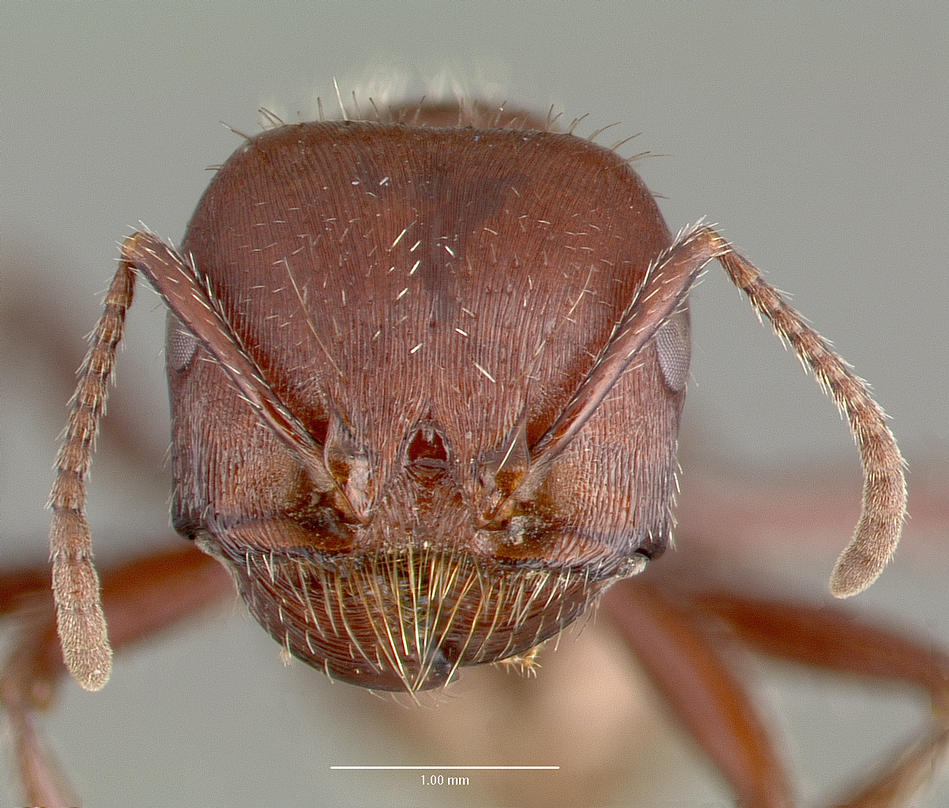

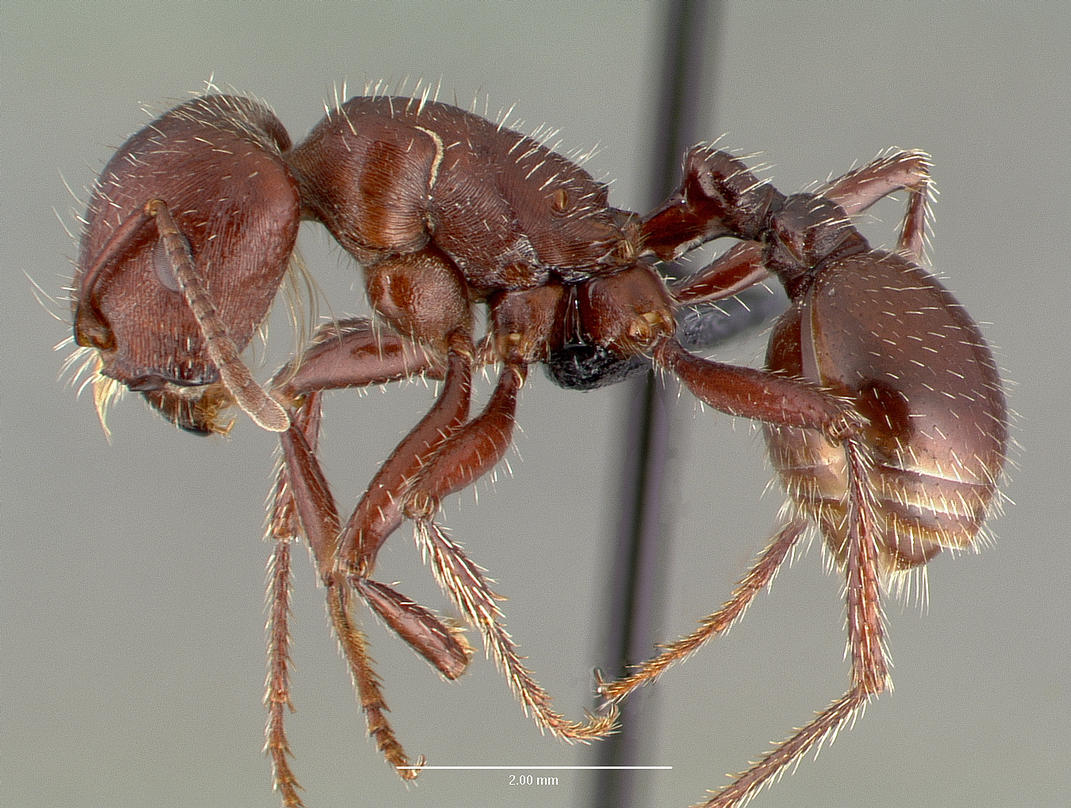